# Strada statale 2 bis Via Cassia Veientana
La ex strada regionale 2 bis Via Cassia Veientana (SR 2 bis), ora strada statale 2 bis Via Cassia Veientana (SS 2 bis), è una strada statale italiana costituita da una variante della strada statale 2 Via Cassia.
Si tratta di una strada extraurbana secondaria a carreggiate separate, ciascuna con due corsie.

## Storia
Fu realizzata all'inizio degli anni settanta allo scopo di ridurre la mole di traffico che transitava sulla Via Cassia, dirottandone una parte direttamente sul Grande Raccordo Anulare. In realtà, il progetto originario allestito dall'Anas alla fine degli anni cinquanta prevedeva che la strada oltrepassasse il Raccordo per raggiungere l'abitato ricongiungendosi con viale Tor di Quinto, evitando Corso Francia. L'ipotesi fu scartata nel 1962, anche per la difficoltà di superare importanti dislivelli.
La strada venne istituita con decreto ministeriale del 9 agosto 1991, pubblicato in Gazzetta Ufficiale il 25 novembre 1991, con il seguente itinerario: "Innesto G.R.A. - Innesto con la strada statale n. 2 in località Le Rughe".
In seguito al decreto legislativo n. 112 del 1998, dal 1º febbraio 2002 la gestione è passata dall'ANAS alla Regione Lazio, che ha ulteriormente devoluto le competenze alla Provincia di Roma. Dal 5 marzo 2007 la società Astral ha acquisito la titolarità di concessionario dell'infrastruttura.
Nel febbraio 2019 è terminato l’iter per il piano di rientro ad ANAS di alcune strade statali declassate nel 2001. La SS2 bis, come la SS2, è tornata così in gestione ad ANAS.

## Descrizione
La strada ha inizio dall'uscita 5 del Grande Raccordo Anulare di Roma e si sviluppa per complessivi 13 chilometri e 400 metri prima di ricongiungersi al tracciato principale della Via Cassia in località Le Rughe.
Si presenta come una strada a carreggiata doppia con due corsie per senso di marcia, senza corsia di emergenza e priva di incroci a raso. Il primo svincolo che si incontra è in corrispondenza dell'intersezione con via della Giustiniana, che permette di raggiungere Prima Porta da una direzione e La Giustiniana dall'altra. Lo svincolo successivo permette l'accesso a via di Santa Cornelia e alla località di Castel de' Ceveri, mentre il terzo svincolo è in corrispondenza della SP 12/a, da cui si può raggiungere Formello e l'Olgiata.
La strada termine senza soluzione di continuità sulla strada statale 2 Via Cassia all'altezza di Le Rughe, dove quest'ultima assume l'aspetto strutturale tipico della SS2 bis nella tratta fino a Monterosi.

### Tabella percorso
| Via Cassia Veientana |                                                                              |      |           |
| Tipo                 | Indicazione                                                                  | ↓km↓ | Provincia |
|                      | Grande Raccordo Anulare di Roma Uscita Roma-Grottarossa Ospedale Sant'Andrea | 0,0  | RM        |
|                      | Prima Porta                                                                  | 2,4  | RM        |
|                      | Castel de' Ceveri - Prima Porta                                              | 6,9  | RM        |
|                      | Formello - Olgiata                                                           | 10,3 | RM        |
|                      | Via Cassia Cesano                                                            | 13,4 | RM        |